# Formação Quiricó
A Formação Quiricó é uma Formação Geológica do Grupo Areado em Minas Gerais, Brasil, que tem estradas que datam para o Cretáceo inferior. Muitas ocorrências de fósseis são reportados em depósitos lacustres da Formação Quiricó.

## Conteúdo Fóssil
- Neokotus sanfranciscanus[2]
- Tapuiasaurus macedoi[3]
- Dastilbe moraesi[4]
- Laeliichthys ancentralis[5]
- Spectrovenator ragei[6]